# Francisco Javier Venegas
Francisco Javier Venegas de Saavedra, marchese di la Reunión e di Nueva España (Zafra, 1754 – Madrid, 1838), fu un ufficiale militare e viceré della Nuova Spagna dal 14 settembre 1810 al 4 marzo 1813, durante la prima fase della guerra d'indipendenza del Messico.

## Carriera nell'esercito
Iniziò gli studi per una carriera da letterato, ma li abbandonò per dedicarsi al servizio militare. Raggiunse il grado di tenente colonnello, partecipando alla lotta contro la repubblica francese. Si ritirò dal servizio durante l'invasione napoleonica della Spagna, ma poi tornò in servizio. Partecipò alla battaglia di Bailén, e fu nominato comandante di una divisione in Andalusia. I suoi servizi furono molto preziosi, ed egli dimostrò la propria intelligenza, energia e coraggio. Grazie alla protezione del ministro Saavedra fece rapidamente carriera.
Nel 1810 fu nominato governatore di Cadice, sede del governo centrale della resistenza spagnola alla Francia. Aveva questo ruolo quando la Junta Suprema Central lo nominò viceré della Nuova Spagna.
Venegas era un uomo di poche parole, attivo, crudele e calcolatore.

## Viceré
Il 20 febbraio 1810 divenne viceré della Nuova Granada. Mantenne il titolo fino ad agosto, ma non assunse mai ufficialmente l'incarico. Apparentemente fu dirottato in Nuova Spagna prima del suo arrivo in Nuova Granada.
Giunse a Veracruz il 28 agosto 1810, facendo l'entrata formale a Città del Messico il 14 settembre 1810. Una delle prime misure attuò il decreto che sospendeva i tributi dovuti da indigeni e mulatti.
Proibì le pubblicazioni che potevano fomentare idee rivoluzionarie. Istituì tribunali di polizia e fondò una junta militare nella capitale di ogni provincia della Nuova Spagna.
Il 14 gennaio 1811 l'ultimo galeone di Manila giunse nel porto di San Blas.

## Insurrezione
Due giorni dopo che Venegas assunse l'incarico padre Miguel Hidalgo y Costilla consegnò il Grito de Dolores (il Pianto dei Dolori) e scoppiò la ribellione. I messicani consideravano il Grito de Dolores (16 settembre 1810) come la nascita della loro nazione.
Il documento stesso recitava: ¡Viva la Independencia! ¡Viva América! ¡Muera el mal gobierno!.
Venegas riconobbe che non si trattava di un problema minore. Fece subito ricorso all'esercito per sedare la ribellione. La capitale fu lasciata senza guarnigioni per poter aumentare le truppe sul campo. Ordinò al clero di pregare contro i ribelli.
Con la caduta di Celaya (21 settembre), Guanajuato (28 settembre), Zacatecas (7 ottobre) e Valladolid (17 ottobre) nelle mani dei ribelli, Venegas iniziò a chiamarli insurgentes, nome con cui sono ancora chiamati in Messico. Organizzò il reggimento Tres Villas, con truppe provenienti da Córdoba, Xalapa e Orizaba, ed accettò un contingente di 500 neri liberati dalle haciendas di Gabriel J. de Yermo. Queste truppe furono comandate dal tenente colonnello Torcuato Trujillo.
Il 19 ottobre 1810, a Vallodalid, padre Hidalgo emanò un decreto liberando gli schiavi. Il 29 novembre, a Guadalajara, lo estese a tutta la Nuova Spagna abolendo anche il pagamento dei tributi.
Trujillo sapeva che gli insurgents stavano marciando verso la capitale, da Tepetongo a Toluca, e così si mosse per occupare Toluca. Toluca si trova a meno di 75 chilometri da Città del Messico. Fu abbandonata ed i realisti si rifugiarono in un canyon conosciuto come Monte de las Cruces. Qui gli insurgents guidati da Hidalgo e da Ignacio Allende sconfissero i realisti il 30 ottobre 1810. Trujillo, Agustín de Iturbide, ed altri capi realisti riuscirono a fuggire.
Venegas era ora spaventato. Mise insieme un battaglione di volontari, stanziato sul Paseo de Bucareli, sul lato occidentale della città. In un momento di apparente indecisione padre Hidalgo, dopo una serie di trionfi e molto vicino alla capitale indifesa, ordinò una ritirata verso Vallodalid. Il motivo non è mai stato completamente spiegato.
Dopo la ritirata degli insurgents, Venegas si riprese dalla sorpresa ed iniziò un'azione decisa contro di loro. Ordinò al generale Félix María Calleja del Rey di marciare in soccorso della capitale da San Luis Potosí. Durante la sua marcia da Querétaro de Arteaga a Città del Messico, Calleja incontrò gli insurgents nelle pianure di San Jerónimo Aculco, dove li sconfisse e decimò (7 novembre). Un altro gruppo di ribelli prese Guadalajara l'11 novembre. Calleja riconquistò Guanajuato il 25 novembre, e Guadalajara il 21 gennaio 1811.
Calleja sconfisse di nuovo gli insurgents, disastrosamente, nella battaglia di Puente de Calderón il 17 gennaio 1811. Gli insurgents erano sul punto di vincere quando una granata fece esplodere la polveriera nel loro campo. I realisti ne approfittarono e li fecero fuggire. Un restante gruppo di insorti iniziò a ritirarsi verso nord, dove speravano di ricevere aiuto morale e materiale dagli Stati Uniti.
I principali capi ribelli (Hidalgo, Allende, Juan Aldama, Jiménez e Abasolo) furono catturati ad Acatita de Baján il 21 marzo 1811. Furono inviati a Chihuahua dove , il 26 luglio 1811, Allende, Aldama e Jiménez furono fucilati come traditori. Hidalgo fu fucilato il 30 luglio 1811. Abasolo fu condannato all'ergastolo; morì a Cadice nel 1816.
Venegas credeva ormai che l'insurrezione fosse sopita, ma ricevette notizie delle attività di Ignacio López Rayón al centro dello stato e delle vittorie di padre José María Morelos y Pavón a sud. La guerriglia scoppiò in tutto il paese. Le truppe realiste fucilavano immediatamente i prigionieri. Ogni piccolo sospetto di collaborazionismo portava ad arresti e prigionia.

## La costituzione di Cadice
La Cortes di Cadice, che aveva scritto e promulgato la prima costituzione spagnola, ne ordinò la pubblicazione in tutti i possedimenti spagnoli. Venegas, sostenitore dell'assolutismo, ne rimandò la pubblicazione in Nuova Spagna per 24 giorni. Gli ufficiali della colonia giurarono di sostenerla il 30 settembre 1812, ma fu soprattutto perché Venegas aveva dichiarato uno stato di assedio. Meno di due anni dopo, il successivo viceré Calleja, la dichiarò nulla in tutta la Nuova Spagna. Grazie allo stato di assedio, Venegas rifiutò altre direttive della Junta. Dopo molti tentennamenti pubblicò le leggi, ma poco dopo le abolì, parlando di "abusi che sono stati commessi".

## Dimissioni e ritorno in Spagna
La Cortes di Cadice giudicò colpevole Venegas per le sue misure arbitrarie, credendo che egli avesse impedito la pacificazione dello Stato. La Audiencia del Messico lo accusò di carenza di polso nella soppressione della ribellione. Fu rimosso dal suo incarico il 16 settembre 1812, ma questo atto non ebbe effetti prima del 4 marzo 1813, quando il generale Calleja divenne il nuovo viceré.
Venegas tornò immediatamente in Spagna, dove il re gli assegnò il titolo di Marchese de la Reunión y de Nueva España. Era capitano generale della Galizia quando morì nel 1838.